# Hémispéos
Ne doit pas être confondu avec Spéos.
 (signalé en juin 2025).
Si vous disposez d'ouvrages ou d'articles de référence ou si vous connaissez des sites web de qualité traitant du thème abordé ici, merci de compléter l'article en donnant les références utiles à sa vérifiabilité et en les liant à la section « Notes et références ».
- Archive Wikiwix
- Bing
- Cairn
- DuckDuckGo
- E. Universalis
- Gallica
- Google
- G. Books
- G. News
- G. Scholar
- Persée
- Qwant
- (zh) Baidu
- (ru) Yandex
- (wd) trouver des œuvres sur Wikidata

L’hémispéos est un terme employé en architecture pour désigner une forme de temples égyptiens à la fois creusés dans la roche pour la partie intime du temple, comme le naos, et édifié en maçonnerie pour les parties d'accueil, telles que le ou les pylônes et cours à ciel ouvert.

## Exemples
- Hémispéos consacré à Amon à Ouadi-es-Seboua en Basse-Nubie, conçu initialement comme une spéos par Amenhotep III et fut transformé en hémispéos par Ramsès II.
- Hémispéos consacré à Ptah à Gerf Hussein lui aussi en Basse-Nubie, conçu et édifié sous Ramsès II et dont le modèle se rapproche du précédent.